# Luis Royo
Luis Royo (nacido en Olalla, Teruel, en 1954) es un artista español que destaca por sus ilustraciones erótico-fantásticas, incluyendo a veces en ellas ciertos elementos propios de la ciencia ficción. Por otra parte también cuenta con ilustraciones plenamente futuristas y de ciencia ficción, o fantástico-épicas sin necesidad de una connotación erótica o sexual.
Estudió pintura, dibujo técnico. Paralelamente, trabajó para varios estudios de decoración de 1970 a 2005. Entre 1972 y 1976, se implicó principalmente con la pintura de gran formato, participando en diversas exposiciones individuales en diferentes ciudades. 
En 1978, se introdujo en el campo de la historieta, comenzando a publicar a partir de 1981 en revistas como 1984, Comix Internacional, Rambla y, ocasionalmente El Víbora, Heavy Metal y Cimoc, entre otras. A partir de 1999, con Norma Editorial, se lanza en el terreno de la ilustración. 
Además de sus obras independientes, ha colaborado en álbumes de música como El ángel caído (de Avalanch), en carátulas de discos de grupos de gothic-black metal como Graveworm, en portadas de tebeos, en carátulas de videojuegos como tZar o en cartas de tarot.
Especialmente famosas son sus ilustraciones de la actriz Julie Strain para los carteles de la película animada Heavy Metal.

## Trayectoria
En 1983 se vuelca en la ilustración, trabajando para las editoriales estadounidenses: Tor Book, Berkley Books, Avon Publications, Warner Books, Batman Books. En los siguientes años se sumaran nuevas editoriales que publican sus portadas: Ballantine books, Nal, Daw books, Doubleday Publisher, Harper, Paperbucks, Zendra, Hasa Corporatión, Pocket Books, para la serie Star Trek, Penthouse Comic, o Fleer Ultra X-Men Marvel.
También realiza portadas para revistas como National Lampoon de Estados Unidos o las europeas Cimoc, Cómic Art, Ére Comprimée  y otras. Pero donde su colaboración es más asidua es en Heavy Metal con múltiples portadas y calendarios, así como en su Gallery. Para ella realiza también ilustraciones sobre el personaje F.A.A.K. (Julie Strain) de Kevin Eastman. Son muchos los formatos en los que a partir de este año, podemos encontrar su obra: pósteres, camisetas, carátulas de CD, calendarios, puzles, alfombrillas para ordenador etc. 
Entre sus portadas de fantasía y ciencia ficción de esta época están: 2010 Odyssey Two de Arthur C. Clarke. La saga Starman de Sara Douglass, la saga Rhapsody de Elizabeth Haydon. A Thousand Words For Stranger de Julie E. Czerneda, To The King A Daughter de Andre Norton and Sasha Miller. Robots e Imperio de Isaac Asimov, Conan de Robert E. Howard´s. Sundowner de Chris Claremont, The King Beyond The Gate de David Gemmell, Jumping off the Planet de David Gerrold, entre otras muchas. En 1992 aparece su libro Women, donde se recopilan algunos de estos trabajos de ilustración. También se recopilará sus imágenes en colecciones de Trading Cards bajo los títulos From Fantasy To Reality, The Best, Secrets y Desires. 
En 1994 publica Malefic, su primer libro personal con imágenes de fantasía y Ciencia Ficción. A este le seguirán publicados en varias lenguas, Secrets en 1996, donde la figura femenina vuelve a ser la protagonista en torno al mito de “la Bella y la Bestia”, III Millennium de sello apocalíptico, Evolution, Visions y Dark Labyrinth. Y los libros donde las imágenes recorren diferentes géneros como Dreams o Fantastic Art que es su recopilatorio más amplio. 
A finales de 1998 publica el primer libro de temática erótica, Prohibited Book, al que seguirán tres libros más de la colección. A partir de este año se editan también portafolios como III Millennium Memory, Tattoos, Chains, Prohibited Sex etc. Y la colección de libros de dibujos y bocetos Conceptions. Heraclio Fournier edita The Black Tarot, unas cartas de póquer Women By Royo y la última The Labyrinth Tarot, en la que todas las imágenes mantienen escrupulosamente su simbología hermética y también con el mismo título, su libro sobre la simbología del Tarot, Las editoriales que publican sus libros de autor son: Heavy Metal y NBM Publishing (Estados Unidos), Norma Editorial (España) (Estados Unidos) (Japón), Bragelonne Milady y Soleil Productions (Francia), Rizzoli Lizard, Hazard Edizioni (Italia) y Cross Cult (Alemania).

## Libros publicados
- Women (1992)
- Malefic (1994)
- Secrets (1996)
- III Millennium (1998)
- Dreams (1999)
- Prohibited Book (1999)
- Fantastix Art (1999)
- Prohibited Book II (2001)
- Evolution (2001)
- Conceptions (2002)
- Conceptions II (2003)
- Visions (2003)
- Prohibited Book III (2003)
- Prohibited Sketchbook (2004)
- Antología I (2004)
- Fantasic Art (2004)
- Conceptions III (2005)
- The Labyrinth Tarot (2005)
- Subversive Beauty (2006)
- Dark Labyrinth (2006)
- Wild Sketches (2006)
- Wild Sketches II (2006)
- Antología II (2007)
- Dome (2007, junto con Rómulo Royo)
- Wild sketches III (2008)
- Dead Moon (2009)[2]
- Dead Moon Epilogue (2009)
- Malefic Remastered (2009)
- Malefic Time: Apocalypse (2011, junto con Rómulo Royo)
- Malefic Time: 110 Katanas (2014, junto con Rómulo Royo)
- El Dragón de Hielo (2014, Edición Ilustrada de una historia de George R.R. Martin)
- Malefic Time: Akelarre (2016, junto con Rómulo Royo)

## Reconocimientos
En 1994 la revista Penthouse realiza un reportaje sobre su obra y más adelante en 1996, una de sus imágenes será la portada de Penthouse americano y alemán, ambos le dedicarán un reportaje interior. A su vez dedicarán reportajes de su obra en otras publicaciones: La Stampa en Italia, Airbrush Action en Estados Unidos y Penthouse Comic en Alemania. En este mismo año recibe en Estados Unidos, el premio Silver Award, Spectrum III, the best in contemporary, Fantastic Art.
En 1998 expone en la Galería Norma de Barcelona y en el Salón del Cómic, Viñetas desde el Atlántico. La Coruña.
En 2000 recibe el premio Millennium en el 7º Salone del Fumetto Cartoo Mics. Milano (Italia).
En 2001 expone su obra en San Petersburgo (Rusia) y recibe el Premio de Fantasía El Peregrino en CTPAHHNK, al que se le irán sumando el premio de fantasía Unicornio, VII Semana Internacional de Cine Fantástico y de Terror (Málaga) y otros. 
En 2006, expone su obra en el 24º Salón del Cómic de Barcelona. 
El más reciente, en 2015 The Inkpot award At Comic Arts. Comicon San Diego (USA).

## Últimas obras
En 2005 Se publica el álbum Subversive Beauty, libro de pequeños cuentos donde la figura femenina desafía envuelta en tattoo y piercing. A su vez presenta el inicio de una trilogía Wild Sketches, una colección de dibujos en libros de pequeño formato. En este año, la empresa Marto saca al mercado La Espada “La Elfa Negra”, basándose en la portada del libro Fantastic Art y Yamato Toys Usa, comienza una colección de figuras basándose en sus imágenes.
En 2007 realiza en Moscú junto a Romulo Royo el trabajo de un fresco en una cúpula, plasmando las temáticas clásicas del erotismo. De ahí, saldrá una nueva publicación, Dome. Este año expone en Art Fantastic. Seattle (EE. UU.) y Galeria Strychnin. N.Y (EE. UU.)
En 2009 se publica el álbum Dead Moon de ambientación oriental dónde inicia el libro ilustrado con relato, al que seguirá su precuela Dead Moon Epilogue y una baraja del I Ching. También se hace una exposición con sus originales en el Salón del Manga en Barcelona, en Expomanga Madrid, y otra itinerante en Fnac. 
En 2011, comienza Malefic Time con Romulo Royo, un proyecto multimedia en el que se suman diferentes creativos para realizar libros de ilustración, novela, libro de rol, manga, exposiciones, figuras, calendarios etc. En 2013 se expone obra de este proyecto en ARCO International Contemporany Art Fair, Realiza también exposiciones en Huberty Breyne Gallery París y Galerie Champaka Bruselas 
En 2014 realiza las imágenes del cuento ilustrado de George R. R, Martin, The Ice Dragon